# Halleluja Ramblers
Die Halleluja Ramblers war eine 1960 gegründete Konstanzer New-Orleans-Jazz-Formation.

## Geschichte
Die Band hatte ihren Ursprung im Jugendhaus Raiteberg. Unter anderem gab die Band 1964 ein Benefizkonzert für den Kirchenbauverein in Kehl und nahm im gleichen Jahr die erste von insgesamt sieben Schallplatten auf, davon vier Langspielplatten. Es folgten Konzerte in Süddeutschland und der Schweiz und auf eigene Kosten eine Reise nach New Orleans, wo sie bei einem Konzert als „Modern Jazz aus Berlin“ angekündigt wurde. Zwei Jahre später wurden sie als erste deutsche Band zum New Orleans Jazz & Heritage Festival eingeladen. Die neue Platte war umgehend vergriffen. 1977 folgte eine USA-Tour, unter anderem mit einem Konzert in der Preservation Hall . Insgesamt unternahm die Formation vier Tourneen in den Vereinigten Staaten. Konzertreisen wurden unternommen nach Frankreich, Italien, in die Schweiz und nach Österreich. Zudem gab es mehrere Rundfunkauftritte im In- und Ausland. 1990 gaben sie im Konstanzer Kulturzentrum K9 in der Paulskirche ihr 30-jähriges Jubiläumskonzert. Zwei Großanlässe pro Jahr organisierte die Band selbst, die sogenannten „Riverboat Shuffle“-Touren und zum Jahreswechsel ein großes Konzert.
Am 15. Januar 2016 starb Kurt Schreiner nach kurzer schwerer Krankheit, der die Band als letztes Gründungsmitglied bis zu seinem Tod leitete. Bei einer ihrer USA-Tourneen erhielten die Bandmitglieder die Ehrenbürgerschaft der Stadt New Orleans.
Die Band hatte ab den 1980er Jahren ihr eigenes Musiklabel namens H.R.K.R. (Halleluja Ramblers Konstanz Records).

## Diskografie (Auswahl)
- 1974: New Orleans Jazz (LP; Exklusiv (Rico Sonderegger)[10] /MPS Records[2])
- Halleluja Ramblers – 25 Jahre New Orleans Jazz (Doppel-LP; Exklusiv)